# Kévin Geniets
Kévin Geniets (Esch-sur-Alzette, 9 januari 1997) is een Luxemburgs wielrenner die anno 2022 rijdt voor Groupama-FDJ.

## Carrière
Als junior werd Geniets eenmaal nationaal kampioen veldrijden en eenmaal nationaal kampioen tijdrijden. Daarnaast won hij in 2014 een etappe in de Ronde van Opper-Oostenrijk voor junioren.
Eind 2017 mocht Geniets stage lopen bij AG2R La Mondiale, maar tot een profcontract kwam het niet. In het seizoen 2019 begon Geniets bij de opleidingsploeg van Groupama-FDJ, maar na het vertrek van Georg Preidler werd hij overgeheveld naar de hoofdmacht. Namens die ploeg werd hij dat jaar onder meer achtste in Parijs-Camembert en zesde in de  Boucles de l'Aulne. Als nationaal beloftenkampioen tijdrijden nam Geniets deel aan de tijdrit tijdens de Europese kampioenschappen, waar hij op de zevende plaats eindigde.

## Veldrijden

### Palmares
| Seizoen   | Wereldbeker | WK       | EK       | LK       | Overige  | Totaal aantal zeges |          |
| Junioren  | Junioren    | Junioren | Junioren | Junioren | Junioren | Junioren            | Junioren |
| --------- | ----------- | -------- | -------- | -------- | -------- | ------------------- | -------- |
| 2013-2014 |             | 23e      |          | Zilver   |          | 0                   |          |
| 2014-2015 |             |          |          | Goud     |          | 1                   |          |

## Wegwielrennen

### Overwinningen
2014
2e etappe Ronde van Opper-Oostenrijk, Junioren
2015
 Luxemburgs kampioen tijdrijden, Junioren
2016
 Luxemburgs kampioen tijdrijden, Beloften
 Luxemburgs kampioen op de weg, Beloften
2019
 Luxemburgs kampioen tijdrijden, Beloften
 Luxemburgs kampioen op de weg, Beloften
2020
 Luxemburgs kampioen op de weg, Elite
2021
 Luxemburgs kampioen tijdrijden, Elite
 Luxemburgs kampioen op de weg, Elite
2024
GP La Marseillaise
 Luxemburgs kampioen op de weg, Elite

## Resultaten in voornaamste wedstrijden
| Jaar | Ronde van Italië | Ronde van Frankrijk | Ronde van Spanje |
| ---- | ---------------- | ------------------- | ---------------- |
| 2020 |                  |                     |                  |
| 2021 |                  |                     | 85e              |
| 2022 |                  | 48e                 |                  |
| 2023 |                  | 41e                 |                  |
| 2024 |                  | 58e                 | opgave           |
| 2025 | 33e              |                     |                  |

| Jaar | Milaan-San Remo | Gent-Wevelgem | Ronde van Vlaanderen | Amstel Gold Race | Luik-Bast.‑Luik | Omloop Het Nieuwsblad | Strade Bianche |  | WK op de weg |
| ---- | --------------- | ------------- | -------------------- | ---------------- | --------------- | --------------------- | -------------- |  | ------------ |
| 2020 |                 | opgave        | 64e                  |                  |                 | opgave                | opgave         |  |              |
| 2021 | 50e             | opgave        | 52e                  |                  |                 | 9e                    | 16e            |  | opgave       |
| 2022 | 107e            | 65e           | 37e                  | 42e              | 59e             |                       |                |  | 21e          |
| 2023 | 29e             |               | opgave               | 16e              | 53e             | 27e                   |                |  | opgave       |
| 2024 |                 |               |                      |                  |                 |                       |                |  | opgave       |
| 2025 | 86e             |               |                      | 43e              | 52e             | 37e                   |                |  |              |

## Ploegen
- 2017 –  AG2R La Mondiale (stagiair vanaf 1-8)
- 2019 –  Équipe continentale Groupama-FDJ (tot 21-3)
- 2019 –  Groupama-FDJ (vanaf 22-3)
- 2020 –  Groupama-FDJ
- 2021 –  Groupama-FDJ
- 2022 –  Groupama-FDJ
- 2023 –  Groupama-FDJ
- 2024 –  Groupama-FDJ
- 2025 –  Groupama-FDJ

Bagdonas · Bakelants · Barbier · Bardet · Bérard · Bidard · Cherel · Chevrier · Cosnefroy · Denz · Domont · Dumoulin · Dupont · Duval · Enger · Frank · Gastauer · Gautier · Geniez · Gougeard · Houle · Jauregui · Latour · Montaguti · Naesen · Peters · Pozzovivo · Riblon · Vandenbergh · Vuillermoz · Doléatto (stagiair) · Geniets (stagiair) · Russo (stagiair)
Armirail · Bonnet · Delage · Démare · Duchesne · Frankiny · Gaudu · Geniets · Guarnieri · Hoelgaard · Konovalovas · Küng · Ladagnous · Le Gac · Ludvigsson · Madouas · Molard · Morabito · Pinot · Preidler · Reichenbach · Roux · Sarreau · Scotson · Seigle · Sinkeldam · Thomas · Vaugrenard · Vincent · Brunel (stagiair) · Jerman (stagiair) · Louvel (stagiair)
Armirail · Bonnet · Brunel · Delage · Démare · Duchesne · Frankiny · Gaudu · Geniets · Guarnieri · Gugliemi · Konovalovas · Küng   · Ladagnous · Le Gac · Lienhard · Ludvigsson · Madouas · Molard · Pinot · Reichenbach · Roux · Sarreau · Scotson · Seigle · Sinkeldam · Thomas · Vincent · Davy (stagiair) · Stewart (stagiair)
Armirail · Badilatti · van den Berg · Bonnet · Brunel · Davy · Delage · Démare · Duchesne · Gaudu · Geniets · Guarnieri · Gugliemi · Konovalovas · Küng     · Ladagnous · Le Gac · Lienhard · Ludvigsson · Madouas · Molard · Pinot · Reichenbach · Roux · Scotson · Seigle · Sinkeldam · Stewart · Thomas · Valter
Armirail · Askey · Badilatti · Davy · Démare · Duchesne · Gaudu · Geniets · Guarnieri · Konovalovas · Küng   · Ladagnous · Le Gac · Lienhard · Ludvigsson · Madouas · Molard · Pacher · Penhoët (vanaf 1/8) · Pinot · Reichenbach · Roux · Scotson · Sinkeldam · Stewart · Storer · Valter · van den Berg · Welten
Armirail · Askey · Davy · Démare (tot 31/7) · Gaudu · Geniets · Germani · Grégoire · Konovalovas · Küng · Ladagnous · Le Gac · Lienhard · Madouas · Martinez · Molard · Pacher · Paleni · Penhoët · Pinot · Pithie · Scotson · Stewart · Storer · Thompson · van den Berg · Watson · Welten
Askey · Barthe · Bystrøm · Davy · Gaudu · Geniets · Germani · Grégoire · Gruel (vanaf 1/3) · Konovalovas · Küng · Le Gac · Le Huitouze · Lienhard · Madouas · Martinez · Molard · Pacher · Paleni · Penhoët · Pithie · Rochas · Russo · Sarreau · Thompson · van den Berg · Walls · Watson